# Saved!
Saved! (prt: Saved - Quem Nos Acode! ou Saved - Quem Nos Acode? ou Quem Nos Acode!; bra: Galera do Mal) é um filme estadunidense independente de 2004, do gênero comédia dramática, dirigido por Brian Dannelly, com roteiro de Michael Urban e do próprio diretor.

## Sinopse
Mary (Jena Malone) é uma boa menina que estuda em uma instituição protestante, a American Eagle Christian High School, e é a melhor amiga de Hilary Faye(Mandy Moore), as duas formam ao lado de Tia e Veronica (Heather Matarazzo e Elizabeth Thai, respectivamente) o grupo das mais populares, ou seja, as mais moralistas e puritanas da escola. Dean (Chad Faust) é o namorado de Mary, e ao revelar para a garota que é gay, faz com que ela tente "salvá-lo", mas acaba ficando grávida. Temendo ser enviada a uma casa de misericórdia, Mary tenta a todo custo esconder sua gravidez. Ela passa a questionar sua crença nos valores em que sempre acreditou, se aproximando de Cassandra (Eva Amurri), a única judia da escola, que sempre teve uma visão contrária à religião. Paralelamente, o pastor da escola, Skip (Martin Donovan), tem uma relação amorosa e secreta com Lillian (Mary-Louise Parker), a mãe de Mary. O irmão de Hilary, Roland (Macaulay Culkin), é um deficiente físico e "cristão por conveniência" que depende de sua irmã para tudo e vê em Cassandra e Patrick (Patrick Fugit) um esperança de mudança. Mary migra de garota cristã exemplar para deísta e futura mãe solteira, e ao lado de Patrick, Cassandra e Roland passa a ver a sociedade com outros olhos e perceber o abismo que divide a espiritualidade da incoerência religiosa. No meio disso tudo o humor está sempre presente, seja na ingenuidade de Mary, no ceticismo de Patrick, na ácida rebeldia de Cassandra, na obsessão religiosa de Hilary ou no humor auto-depreciativo de Roland, rindo e debochando da própria desgraça.[carece de fontes?]